# Heinrich Frank (Richter)
Heinrich Karl Frank (auch Franck) (* 4. Februar 1805 in Biblis; † 28. März 1878 in Darmstadt) war ein hessischer Richter und Abgeordneter der 2. Kammer der Landstände des Großherzogtums Hessen.
Heinrich Frank war der Sohn des Bürgermeisters Heinrich Frank (1772–1854) und dessen Ehefrau Margarethe, geborene Reiß. Frank, der katholischen Glaubens war, heiratete am 19. April 1834 in Bensheim Margarethe geborene Werle. Der gemeinsame Sohn Eugen Heinrich Frank (1832–1893) wurde Oberlandesgerichtsrat und Abgeordneter.
Er studierte Rechtswissenschaften und wurde 1828 Hofgerichtssekretariatsakzessist in Darmstadt. 1830 wechselte er als Assessor an das Landgericht Steinheim, 1831 mit richterlichem Votum an das Landgericht Seligenstadt und wurde 1835 Assessor am Stadtgericht Darmstadt. 1836 erhielt er die Beförderung zum Mitglied und Rat am Hofgericht Darmstadt und 1845 zum Oberappellations- und Kassationsgerichtsrat am Oberappellationsgericht Darmstadt. 1847 wurde er Ministerialrat im Justizministerium der Regierung des Großherzogtums Hessen und wurde dort 1857 zum Geheimen Rat und 1867 zum Geheimen Staatsrat ernannt. 1872 wurde er pensioniert.
Von 1839 bis 1847 und erneut von 1851 bis 1856 gehörte er der Zweiten Kammer der Landstände an. Er wurde für den Wahlbezirk Starkenburg 4/Seeligenstadt-Babenhausen und 1851 im Wahlbezirk Starkenburg 2/Darmstadt gewählt.